# Asclépios de Tralles
Pour les articles homonymes, voir Asclépios (homonymie).
Asclépios de Tralles (en grec ancien : Ἀσκληπιός ἐκ Τραλλέων/ἀπὸ τὰς Τραλλεῖς) est un philosophe éclectique du VIe siècle apr. J.-C. Disciple d'Ammonios, condisciple de Simplicios, il chercha à concilier la doctrine de Platon avec celle d'Aristote. Il appartient à l'école néoplatonicienne d'Alexandrie. Il est mort vers 560-570. Il a composé des Commentaires sur la Métaphysique d’Aristote, qui sont en grande partie des leçons d'Ammonios fils d'Hermias.

## Œuvres

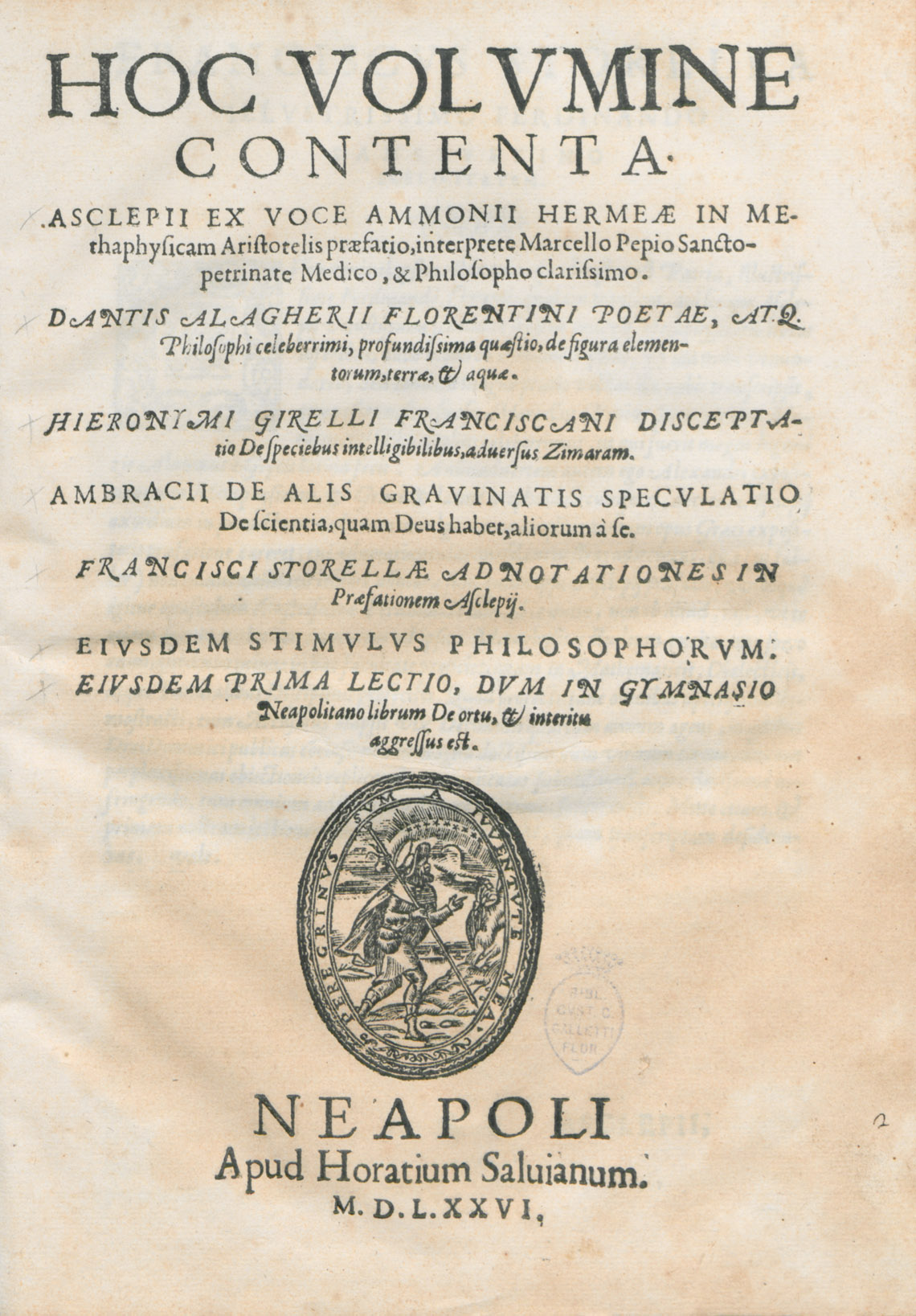
In Aristotelis Metaphysicorum libros, 1576

- Commentaire sur la 'Métaphysique' d'Aristote : édi. par M. Hayduck, In Aristotelis Metaphysicorum Libros A-Z Commentaria (vers 515), coll. "Commentaria in Aristotelem Graeca" (CAG), VI.2, Berlin, 1888. Trad. an. par L. Turan : Asclepius of Tralles. Commentary to Nichomachus' Introduction to Arithmetic, Philadelphie, 1969.
- Commentaire sur l'Introduction à l'arithmétique de Nicomaque : trad. an. L. Taran : Asclepius of Tralles. Commentary to Nichomachus' Introduction to Arithmetic, Philadelphie, 1969.

### Études sur Asclépios de Tralles
- K. Kremer, Der Metaphysikbegriff in den Aristoteles-Kommentaren der Ammonius-Schule, Münster, 1961.
- Martin Achard, « The Physicist and the Definition of Natural Things. Asclepius’ Interpretation of Metaphysics E 1. 1026a2-3 », Dionysius, 27 (2009).